# Port lotniczy Sukhothai
Port lotniczy Sukhothai (IATA: THS, ICAO: VTPO) – port lotniczy położony w Sukhothai, w prowincji Sukhothai, w Tajlandii.